# Malacopteron
Malacopteron és un gènere d'ocells que ha patit recents reubicacions taxonòmiques. Fins fa poc classificat a la família dels timàlids (Timaliidae), actualment el COI el situa als pel·lornèids (Pellorneidae).

## Taxonomia
Segons la classificació del Congrés Ornitològic Internacional (versió 15.1, 2025) el present gènere està format per 6 espècies:
- Malacopteron affine - matinera de capell.
- Malacopteron albogulare - matinera pitgrisa.
- Malacopteron cinereum - matinera de capell escatós.
- Malacopteron magnum - matinera de capell rogenc.
- Malacopteron magnirostre - matinera bigotuda.
- Malacopteron palawanense - matinera de Palawan.